# Їжакоплідник
Їжакоплідник (Echinocystis) — рід родини Гарбузові (Cucurbitaceae). Єдиним видом є E. lobata, який зазвичай називають колючим огірком. Це однорічна розлога рослина, яка походить з Північної Америки.

## Морфологічна характеристика
Echinocystis lobata — це однорічна лоза, яка дає стебла довжиною до 8 м, які за допомогою звивистих розгалужених вусиків піднімаються по кущах і парканах або тягнуться по землі. Стебла кутасті. Листя чергове з довгими черешками, п'ятьма пальчастими частками і без прилистків. Рослини однодомні, з окремими чоловічими та жіночими квітами на одній рослині. Чоловічі квітки розташовані в прямовисних волотях на довгій ніжці. Кожна квітка має білий або зеленувато-жовтий віночок з шістьма тонкими частками. Чоловіча квітка має одну центральну тичинку з жовтим пиляком. Жіноча квітка має одне рильце і тримається на короткій ніжці біля основи квіткової волоті, з колючою кулястою нижньою зав'яззю, яка перебуває безпосередньо під нею. Плід — колюча роздута коробочка до 5 см завдовжки з двома порами і чотирма насінинами. Він нагадує крихітний колючий кавун або огірок, але неїстівний. Він зберігається всю зиму, а потім розкривається на дні, звільняючи насіння.

## Розповсюдження
Місцевий ареал Північної Америки включає сорок штатів США (за винятком Невади, Гаваїв, Аляски та більшості далеких південно-східних штатів); і дев'ять канадських провінцій. Рослина є інтродукованою в низці країн Євразії.

## Використання
Корінні американці використовували рослину в медицині. Таос-Пуебло з Нью-Мексико використовували його для лікування ревматизму, тоді як меноміні з Вісконсина робили гіркий екстракт з коренів для використання як любовне зілля та як болезаспокійливий засіб. З подрібненого кореня готували припарки для зняття головного болю, а насіння використовували як намистини.